# Шмидке, Карол
Карол Шмидке (словац. Karol Šmidke, нем. Karol Schmidke; 21 января 1897, Витковице на Остраве — 15 декабря 1952, Братислава) — словацкий политик, государственный и партийный деятель, член Коммунистической партии Чехословакии.

## Биография
После немецкой оккупации Чехословакии в 1939 г. покинул страну и через Польшу нелегально эмигрировал в СССР.
22 июня 1943 г. был сброшен на парашюте на территорию Польши в районе деятельности партизан Гвардии Людовой, при содействии со стороны польских партизан в июле 1943 г. вышел в Словакию и приступил к организации подпольной работы.
Играл выдающуюся роль в подготовке Словацкого национального восстания в сентябре–октябре 1944 г., против пронацистского правительства Тисо, а затем пришедших ему на помощь немецких оккупантов. После начала восстания вылетал в Москву на переговоры, но Красная Армия не смогла организовать активной поддержки восстания. 4 сентября 1944 вернулся в Словакию. Вице-председатель президиума Словацкого Национального Совета с 5 сентября – по 23 октября 1944 г.
После окончания второй мировой войны – вице-председатель Словацкого Национального Совета 14 сентября 1945 – 26 февраля 1948 г., исполняющий обязанности председателя с 26 февраля по 12 марта 1948 г. и председатель 12 марта 1948 – 14 июля 1950 г. В 1950 г. он был обвинён в буржуазном национализме и арестован. Умер в заключении.
Реабилитирован в 1963 г. В 1967 г. посмертно удостоен звания Героя ЧССР.

## Награды
- В 1967 году посмертно получил звание Героя ЧССР.
- орден Ленина (27.08.1969, посмертно)[2].
- Большой крест ордена Возрождения Польши (1948).